# 霓虹姊妹花續集
《霓虹姊妹花續集》（英語：[ The Mamasan II - Club Girls' Blues ] 错误：{{Lang}}：文本有斜体标记（帮助））是1990年由香港電視廣播有限公司出品的一部電視電影，由卓伯棠執導，黎明、梁藝齡、陳加玲等演出，以1989年的電視電影《霓虹姊妹花》為背景題材，上演後續的故事，於1990年12月16日在無綫電視翡翠台播出。

## 劇情介紹
故事講述唐金娣（Candy）和阿珊是一對親生姊妹，姊姊Candy在歡場任職媽媽生，妹妹阿珊還在求學階段，在姊姊面前假裝成一個努力讀書的純情學生，但實則無心向學，到處結黨胡作非為。阿珊有一個男朋友名叫連根，因欠下阿雄大筆的錢債而遊說阿珊出賣肉體還債，Candy知悉事件後極力阻止，但屢勸無效，阿珊更在Candy的對頭人Betty的慫恿下成為舞女。Candy感到失意頹喪，其男友周柱良從中開解，並向Candy求婚，一起移民到外國生活，Candy答應了周柱良的要求。連根移情別戀，阿珊發現後非常憤怒，並將他毀容，阿雄知道後擄走阿珊。Candy在往機場的途中接獲阿珊出事的消息，立即趕往營救阿珊，錯過了與男友移民的機會。最後阿珊因傷人而被判入獄，在獄中改過自新，Candy的好友找到了周柱良，向他解釋Candy沒有前往機場的原因，周柱良明白事件的來龍去脈後，決定返回香港再次向Candy求婚。

## 主要角色
- 黎明－周柱良，唐金娣的男友。
- 梁藝齡－唐金娣（Candy），阿珊的親生姊姊。
- 陳加玲－阿珊，唐金娣的親生妹妹。
- 柳影虹－Betty

## 外部連結
- 霓虹姊妹花續集（The Mamasan II - Club Girls' Blues） （页面存档备份，存于）  8號電影院 HK Movie. 2023-06-23